# أحمد غندوز أوكسون
كان أحمد غندوز أوكسون (1935 - 26 نوفمبر 1986) أكاديميًا ودبلوماسيًا تركيًا ووزير سابق للشؤون الخارجية في تركيا.

## حياته
ولد أحمد غندوز أوكسون عام 1935 في إسكي شهر، تركيا. تخرج من كلية العلوم السياسية في جامعة أنقرة. خدم في نفس الكلية وبعد ذلك أصبح عميدًا للكلية. وهو متزوج ولهُ أبنين. توفي في 26 نوفمبر 1986.

## الحياة السياسية
انضم أوكسون إلى حزب الشعب الجمهوري (CHP)، وتم انتخابه نائباً في الانتخابات العامة التي أجريت في 5 يونيو 1977 عن مقاطعة إسكي شهر. عُيّن وزيراً للخارجية في 21 حزيران 1977 في حكومة الأربعين. مع فشل الحكومة في الحصول على الثقة، لم تدم مهمته في الوزارة إلا لشهر واحد فقط. ومع ذلك، حصل على نفس الحقيبة الوزارية في الحكومة الثانية والأربعون لتركيا التي أتت في العام التالي، وعمل بين 5 يناير 1978 و12 نوفمبر 1979.